# 久富雄一
久富 雄一（ひさどみ ゆういち、1978年8月11日 - ）は、ジャパンラグビーリーグワン日野レッドドルフィンズに所属していたラグビー選手。ジャパンラグビーリーグワンとその前身であるトップリーグさらにその前の三地域（東日本）社会人リーグと三時代に渡って日本国内トップレベルで出場した経験を持つ唯一のラグビー選手である。

## プロフィール
- 佐賀県出身[1]。
- ポジションはプロップ(PR)。
- 身長 183 cm、体重 115 kg。
- 日本代表キャップは21[2]（2002年5月19日ロシア戦から2006年11月25日韓国戦まで）。

## 略歴
1997年、佐賀工業高校卒業後、関東学院大学に入学する。
2000年、関東学院大学ラグビー部の主将に就任した。
2001年、関東学院大学卒業後、NEC(現・NECグリーンロケッツ東葛)に加入。
2002年5月19日、来日したロシア代表第1戦（国立競技場）で、日本代表スタンディングメンバー（1番）で出場、初キャップ獲得。59-19で勝利した。
2011年、NTTドコモレッドハリケーンズ(現・NTTドコモレッドハリケーンズ大阪)に加入。同年12月にはトップリーグ・リーグ戦100試合出場達成。
2017年、日野自動車レッドドルフィンズに加入。
2018年9月、トップリーグリーグ戦150試合出場達成。
2023年3月31日、日野レッドドルフィンズを退団。2023年1月21日の浦安D-Rocks戦が日野での最後の試合になった。
2023年5月、ジャパンラグビーリーグワン2022-23アワードの功労賞を受賞した。トップリーグのリーグ戦とリーグワンの公式戦出場試合数が177試合で歴代最多出場。自身の持つ最年長出場記録も更新した（44歳5ヵ月10日）。